# Nick Catanese
Pour les articles homonymes, voir Catanese.
Nick Catanese était jusqu'en décembre 2013 le guitariste rythmique du groupe de heavy metal Black Label Society. Il jouait aussi dans son propre groupe : Speed X. Il a joué sur le premier album solo de Zakk Wylde : Book of Shadows. Son surnom est Evil Twin.
Il était également professeur à la School Of Rock de Castle Shannon, en Pennsylvanie
Le 16 janvier 2018, il a plaidé coupable à la suite de l'envoi de photos et vidéos sexuellement explicite à une de ses élèves, mineur de 14 ans pour lesquelles il a demandé des photos en retour. Il a été condamné à 5 ans de prohibition et 25 ans d'enregistrement en tant que criminel sexuel.

## Speed X
Nick Catanese, Mike Stone (ex-Queensrÿche), Josh Sattler (DoubleDrive) et Mike Froedge (DoubleDrive également) se sont associés pour fonder Speed X, un autre groupe de heavy metal. Leur premier album, Speed X, "Flat Black" est sorti en 2009.